# Chiel van Zelst

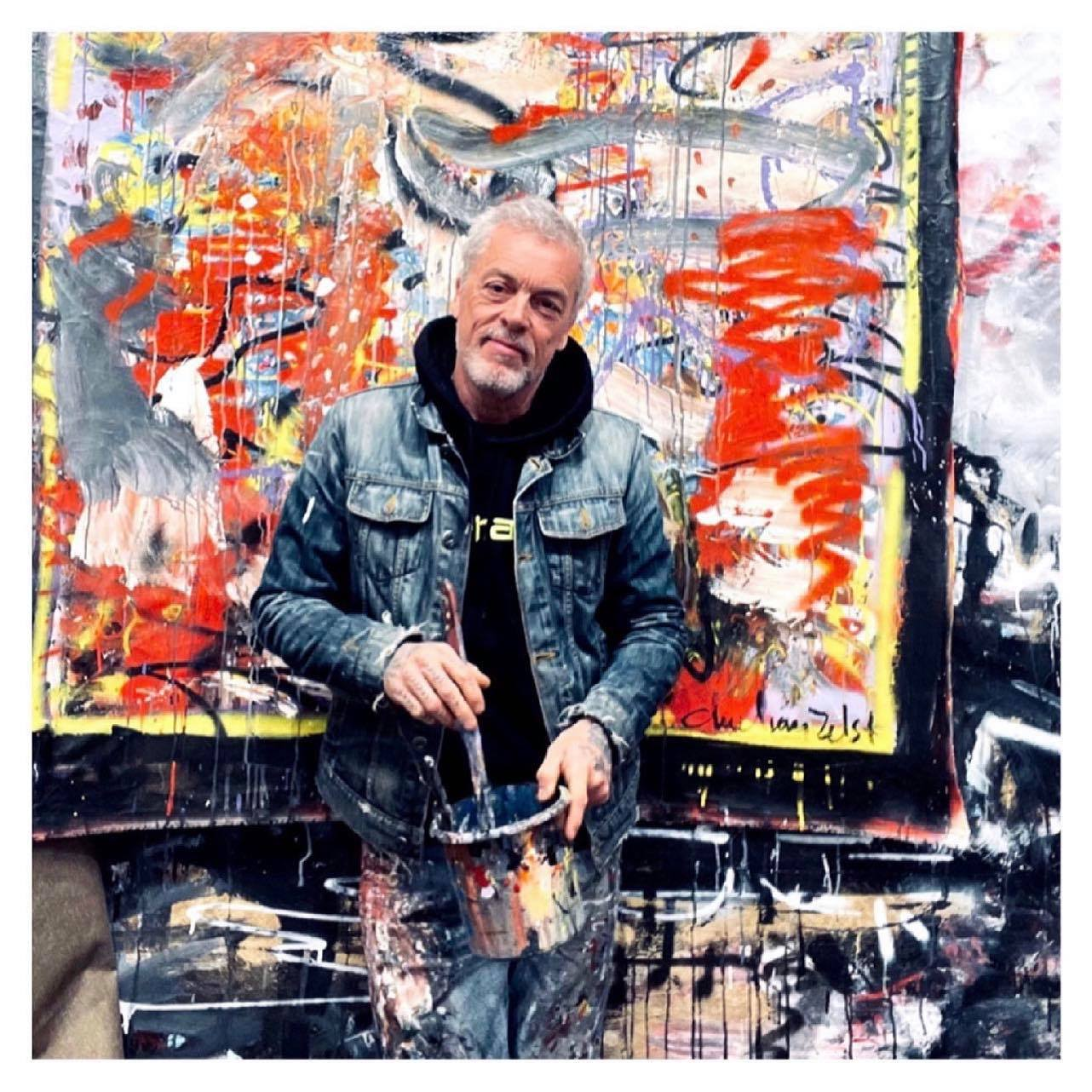

Michiel (Chiel) van Zelst (Amsterdam, 5 juni 1964) is een Nederlandse kunstenaar en ex-galeriehouder. Op 20 februari 2006 werd hij gekozen tot Amsterdamse nachtburgemeester.
Van Zelst studeerde aan de Gerrit Rietveld Academie en aan de School of Visual Art in New York. Voor hij ging studeren was hij een tijd verslaafd en voorzag hij in zijn levensonderhoud door het stelen en doorverkopen van fietsen. In 1999 publiceerde hij over deze periode de autobiografische novelle 100.000 Fietsventielen. Toen het eerste exemplaar door politiewoordvoerder van Amsterdam Klaas Wilting in ontvangst werd genomen, volgden woedende reacties van enkele fietsverhuurders die dit hoogst ongepast vonden voor een politieambtenaar en beslag wilden leggen op de opbrengst van het boek.
Van Zelst was in 1994 een van de initiatiefnemers van housefeesten in Vrieshuis Amerika. In 2002 begon hij een kunstenaarsinitiatief annex galerie – de Chiellerie, door hem ook "hangplek voor kunstenaars" genoemd – die eerder aan de Admiraal de Ruijterweg was gevestigd, en later aan de Raamgracht (tot 2012).
Van Zelst is tegenwoordig werkzaam als professioneel kunstschilder. Zijn specialisatie is het Amsterdamse stadsgezicht. Zijn levendige stijl van schilderen heeft zowel raakvlakken met oude meesters als met de hedendaage street art en graffiti cultuur. Zijn werk maakt en verkoopt hij via tijdelijke ateliers verspreid door Amsterdam.